# Liste des maires de Carvin
La liste des maires de Carvin présente la liste des maires de la commune française de Carvin, située dans le département du Pas-de-Calais en région Hauts-de-France.

## Liste des maires

### Entre 1790 et 1945
| Période                                  | Période | Identité                | Étiquette | Qualité |
| ---------------------------------------- | ------- | ----------------------- | --------- | --- |
| 1790                                     | 1791    | Louis Morelle           |           | |
| 1791                                     | 1791    | Charles Menu            |           | |
| 1791                                     | 1792    | Henri Frémeaux          |           | |
| 1792                                     | 1795    | Charles Menu            |           | |
| 1795                                     | 1797    | Laurent Depoutre        |           | |
| 1797                                     | 1798    | François Desquiens      |           | |
| 1798                                     | 1805    | Yves Lefin              |           | |
| 1805                                     | 1815    | Jean-Baptiste Beaucourt |           | |
| Les données manquantes sont à compléter. |         |                         |           | |
| 1816                                     | 1820    | Fernand Deligne         |           | |
| 1821                                     | 1826    | Antoine Lestienne       |           | |
| 1832                                     | 1845    | Charles-Louis Baggio    |           | |
| 1845                                     | 1855    | Auguste Choquet         |           | |
| 1859                                     | 1865    | Charles-Eugène Baggio   |           | Nomme par Napoléon III |
| Les données manquantes sont à compléter. |         |                         |           | |
| 1870                                     | 1874    | Émile Dubois            |           | |
| 1874                                     | 1875    | Romain Ringot           |           | |
| 1875                                     | 1878    | Jean-Baptiste Carlier   |           | |
| 1878                                     | 1881    | Léandre Robert          |           | |
| Les données manquantes sont à compléter. |         |                         |           | |
| 1887                                     | 1892    | Charles-Eugène Baggio   |           | Notaire royal et propriétaire Ancien conseiller général de Carvin (1836 → 1848) Auteur de « Les Monarchies, les républiques et le mouvement social en France » |
| 1892                                     | 1896    | Louis Bruge             |           | |
| 1896                                     | 1900    | Marcel Schneider        |           | |
| Les données manquantes sont à compléter. |         |                         |           | |
| 1904                                     | 1908    | Gustave Daubresse       |           | Médecin |
| 1908                                     | 1918    | Henri Sougey            | Rad.      | Épicier Conseiller général de Carvin (1910 → 1919) |
| 1919                                     | 1934    | Marcel Paget            |           | |
| 1934                                     | 1937    | Jules Rombaut           |           | |
| 1937                                     | 1940    | Constant Cochez         |           | |
| Les données manquantes sont à compléter. |         |                         |           | |
| 1941                                     | 1941    | Simon Verrier           |           | |
| 1942                                     | 1943    | Henri Dupond            |           | |
| Les données manquantes sont à compléter. |         |                         |           | |

### Depuis 1945
Depuis l'après-guerre, six maires se sont succédé à la tête de la commune.
| Période      | Période                      | Identité                 | Étiquette    | Qualité |
| ------------ | ---------------------------- | ------------------------ | ------------ | --- |
| 1945         | janvier 1946                 | Albert Havez (1891-1946) | PCF          | Ouvrier mineur et syndicaliste Décédé en fonction |
| 1946         | octobre 1947                 | Alfred Henri             |              | |
| octobre 1947 | mars 1977                    | Alfred Peugnet           | SFIO puis PS | Professeur de CES Député du Pas-de-Calais (14e circ.) (1968 → 1973) Suppléant du député Fernand Darchicourt (1967 → 1968) Vice-président du District urbain de l'agglomération d'Hénin-Carvin                                                                                           |
| mars 1977    | janvier 1985                 | Joseph Legrand           | PCF          | Ouvrier mineur Député du Pas-de-Calais (14e circ.) (1973 → 1986) Conseiller général de Carvin (1973 → 1979) Démissionnaire |
| janvier 1985 | mars 2001                    | Odette Dauchet           | PCF          | Cheffe de service à la Sécurité sociale minière Conseillère générale de Carvin (1979 → 2004) Vice-présidente du conseil général |
| mars 2001    | En cours (au 5 février 2022) | Philippe Kemel           | PS           | Professeur d'université Député du Pas-de-Calais (11e circ.) (2012 → 2017) Conseiller régional du Nord-Pas-de-Calais (2000 → 2015) Vice-président du conseil régional (2004 → 2012) Vice-président de la CA Hénin-Carvin Réélu pour le mandat 2014-2020, Réélu pour le mandat 2020-2026, |

## Pour approfondir